# Códigos postais da Iugoslávia

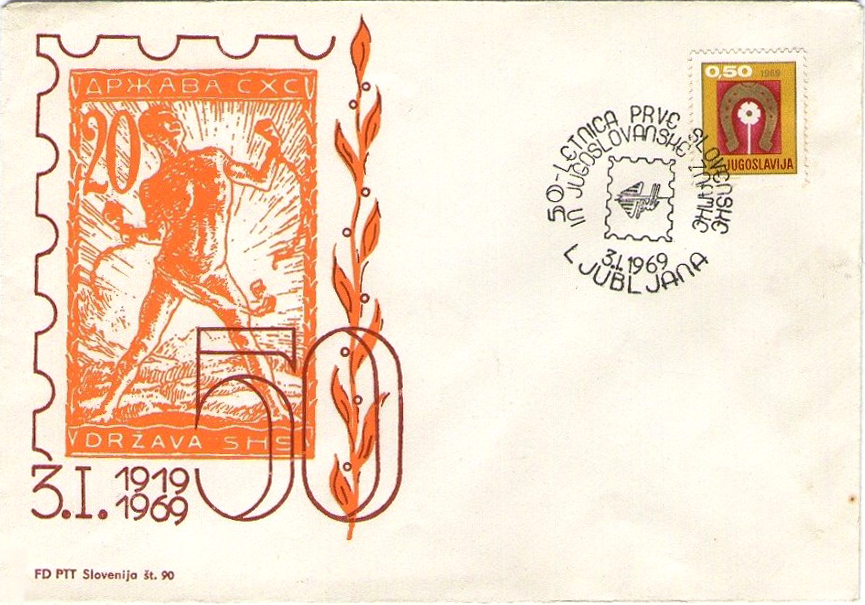
50º aniversário do primeiro selo da Iugoslávia e da Eslovênia (emissão da Verigar), 1969

Os códigos postais iugoslavos foram introduzidos em 1º de janeiro de 1971 e consistiam em cinco dígitos. Os dois primeiros dígitos correspondiam aproximadamente às zonas de roteamento, correspondendo principalmente a cada uma das repúblicas iugoslavas: 1, 2 e 3 para a Sérvia, 4 e 5 para a Croácia, 6 para a Eslovênia, 7 para a Bósnia e Herzegovina, 8 para Montenegro e 9 para a Macedônia. Cidades sedes de distritos geralmente tinham 000 como os últimos três dígitos, enquanto cidades e vilas menores tinham os últimos três dígitos não arredondados. 
Os antigos códigos postais iugoslavos ainda são usados nos estados sucessores da Sérvia e Montenegro. A Macedônia do Norte e a Eslovênia removeram o primeiro dígito e os quatro dígitos restantes continuam em uso. Na Bósnia e Herzegovina, os códigos postais foram adaptados às novas estruturas administrativas. Croácia e Kosovo têm novos sistemas de código postal.

## Livros de endereços
- Spisak poštanskih brojeva jedinica poštanske mreže SFR Jugoslavije, 1971. (em servo-croata)
- Popis poštanskih brojeva u SFRJ, PTT, 1971. (em servo-croata)
- Priručnik za primenu poštanskog broja, SFRJ, 1971. (em servo-croata)